# Edifício Sampaio Moreira
O Edifício Sampaio Moreira localiza-se na Rua Líbero Badaró, 346, na região central da cidade de São Paulo. Com doze andares e cinquenta metros de altura, o edifício ganhou o nome de Sampaio Moreira em homenagem a seu proprietário José de Sampaio Moreira (1866-1943), um comerciante que foi convencido pelo arquiteto Christiano Stockler, no ano de 1920, a construir o edifício que finalizaria o monumento do Parque do Anhangabaú, o qual ficou pronto quatro anos depois.

## História
Projeto relacionado à arquitetura eclética paulista, o edifício é de autoria dos arquitetos Christiano Stockler e Samuel das Neves. Apresentando doze pavimentos e cinquenta metros de altura, o Sampaio Moreira figurou como mais alto edifício da cidade de São Paulo entre 1924, ano de sua inauguração, e 1929, quando foi superado pelo Edifício Martinelli. É considerado, desta forma, o primeiro edifício de múltiplos andares de grande porte na cidade de São Paulo, assim como também um dos primeiros do país a apresentar tal tipologia.
Considerado o "protótipo" dos arranha-céus de São Paulo - erguido em uma época em que os edifícios da cidade possuíam no máximo quatro pavimentos, o Sampaio Moreira é tombado pelo CONPRESP (Conselho Municipal de Preservação do Patrimônio Histórico de São Paulo) devido a sua importância histórica e arquitetônica.
Foi administrado pela família Sampaio Moreira, e utilizado como edifício comercial. Desde sua inauguração, o edifício abriga em seu pavimento térreo a Mercearia Godinho, tradicional estabelecimento comercial de São Paulo, fundado em 1890, então na Praça da Sé.
Nos anos de 1980, um trabalho de recuperação foi feito em sua fachada principal.
Em 2010 o Sampaio Moreira foi desapropriado pela Prefeitura Municipal de São Paulo, e em 2012 foram iniciados trabalhos de recuperação e restauração do edifício.
Importante parte histórica do edifício, em Janeiro de 2013, a mercearia Casa Godinho foi o primeiro estabelecimento comercial a receber o título de patrimônio cultural imaterial da cidade de São Paulo pelo Conselho Municipal de Preservação do Patrimônio Histórico, Cultural e Ambiental de São Paulo. Graças a ela, o Sampaio Moreira, que a abrigava, recebeu grandes nomes da história brasileira, como Assis Chateaubriand, Adhemar de Barros e Jânio Quadros.
O arranha-céu foi pensado em 1920 e concluído quatro anos depois. Inicialmente, seria um edifício residencial, depois residencial e comercial. Contudo, manteve apenas o uso comercial desde a sua inauguração até o seu fechamento. Durante o seu funcionamento, abrigou escritórios onde trabalharam ourives, advogados, engenheiros e arquitetos.
No ano do fechamento do edifício, em 2010, alguns andares foram disponibilizados para que jovens artistas plásticos montassem ateliês e utilizassem o espaço para criação, proporcionando um novo uso para o local. As obras criadas nesse período chegaram a ser expostas na garagem do prédio. Após previsões para ser reutilizada em 2017, o edifício foi reformado e reaberto em setembro de 2018.

## Características arquitetônicas

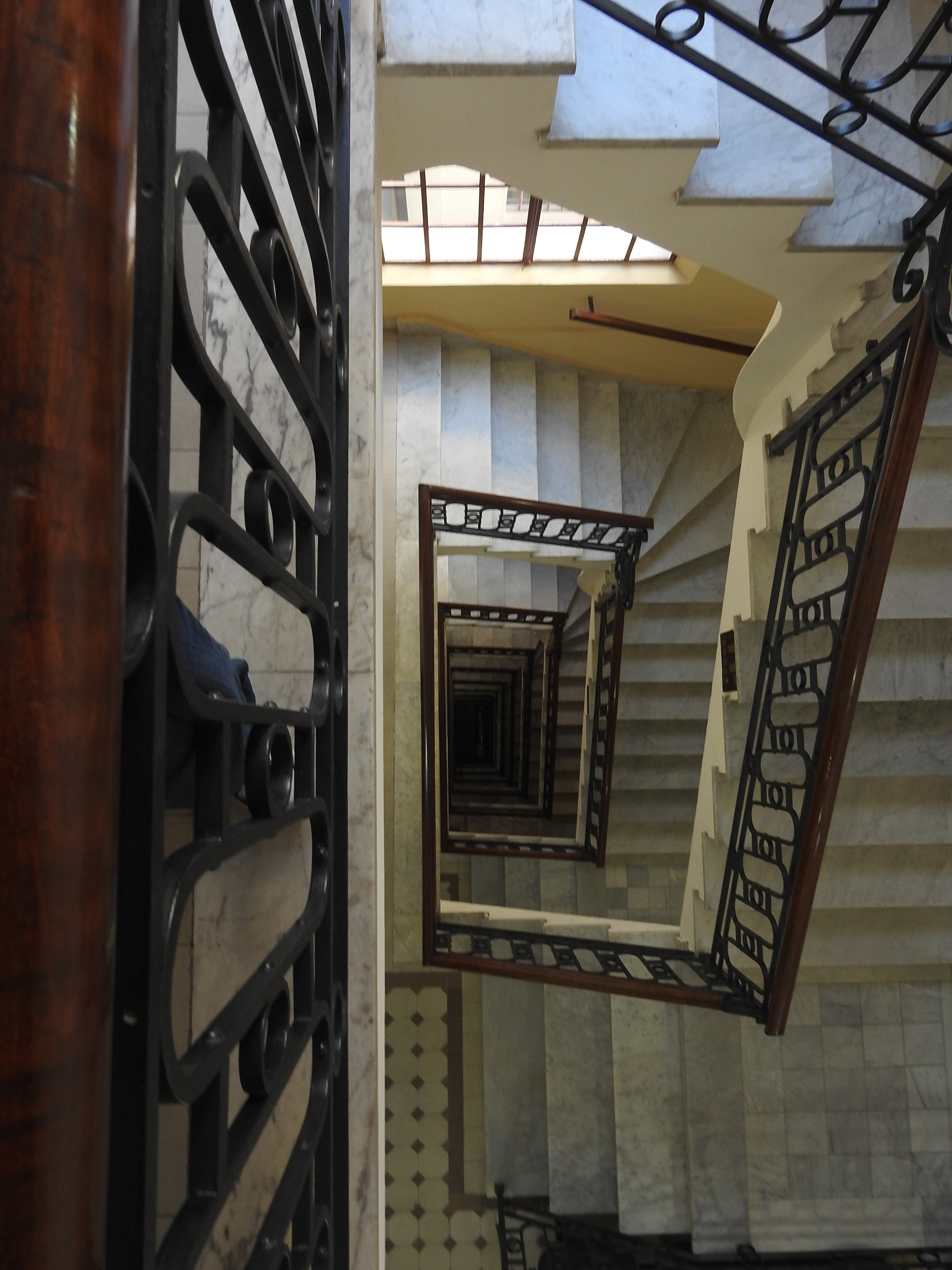
Escadaria interna

O Sampaio Moreira foi construído com concreto armado, estrutura que utiliza armações feitas com barras de aço. Possui 5.360 m² de área construída e um terreno de 596 m². Com estilo arquitetônico eclético, dispõe de uma decoração típica do estilo Luís XVI, que mescla o rococó com o neoclassicismo. Sua estrutura é rica em detalhes e a fachada vai se modificando nos diferentes andares. Passou por uma grande reforma estrutural em 1990, mas teve diversas características preservadas, como as escadarias de mármore Carrara e as esquadrias das janelas de pinho de riga, além do pergolado de colunas gregas na cobertura.

## Significado histórico e cultural
Na época de sua construção, o prédio chamou muita atenção por sua construção primorosa e detalhada. Representou uma grande revolução arquitetônica para a cidade de São Paulo por ter sido o primeiro edifício alto a ser construído com concreto armado, além de ter sido o pioneiro dos arranha-céus de São Paulo, marcando a paisagem da região central da cidade. Outro destaque do Sampaio Moreira foi a liberação do uso de sua cobertura.

### Tombamento
O edifício foi tombado em 1992, como consta na Resolução nº 37/92 do CONPRESP. No documento, foi decidido o tombamento de outros 292 edifícios localizados na área do Vale do Anhangabaú. O Sampaio Moreira ficou classificado no nível de proteção III, que corresponde aos bens de interesse histórico, arquitetônico e paisagístico e determina a preservação de suas características externas. O processo permite a restauração, revitalização e reforma do bem, de acordo com aprovação prévia do CONPRESP.

## Estado atual
O projeto de restauração do edifício é do escritório paulista Kruchin Arquitetura. Inicialmente, a reforma foi orçada em 14 milhões de reais e tinha o seu fim previsto para 2016. No entanto, atrasos foram recorrentes e o edifício deve ser reaberto apenas no fim de 2017, completamente restaurado, e as obras já somam 20 milhões. O Sampaio Moreira, em seus treze andares, irá se tornar a nova casa da Secretaria Municipal de Cultura, atualmente localizada na Av. São João, também no Centro.
Em setembro de 2018, o prédio é reaberto e restaurado após 7 anos de reformas,e torna-se a nova sede da Secretaria Municipal de Cultura.
Além disso, também estão previstos para o projeto um auditório, uma praça aberta, um jardim interno e um restaurante na cobertura do edifício, que oferece uma vista avantajada para o Vale do Anhangabaú. Porém, segundo a Prefeitura, nem tudo será entregue na primeira etapa. A praça, por exemplo, que será feita em um terreno de 400 m² anexo ao prédio, deve ficar para a próxima etapa. Apenas o quinto andar, que abrigava o escritório de Christiano Stockler das Neves, será fiel ao antigo Sampaio Moreira. O pavimento se tornará um memorial, no qual até marcas na parede onde Neves dependurava quadros serão mantidas, preservando a história do local até os mínimos detalhes.

## Galeria

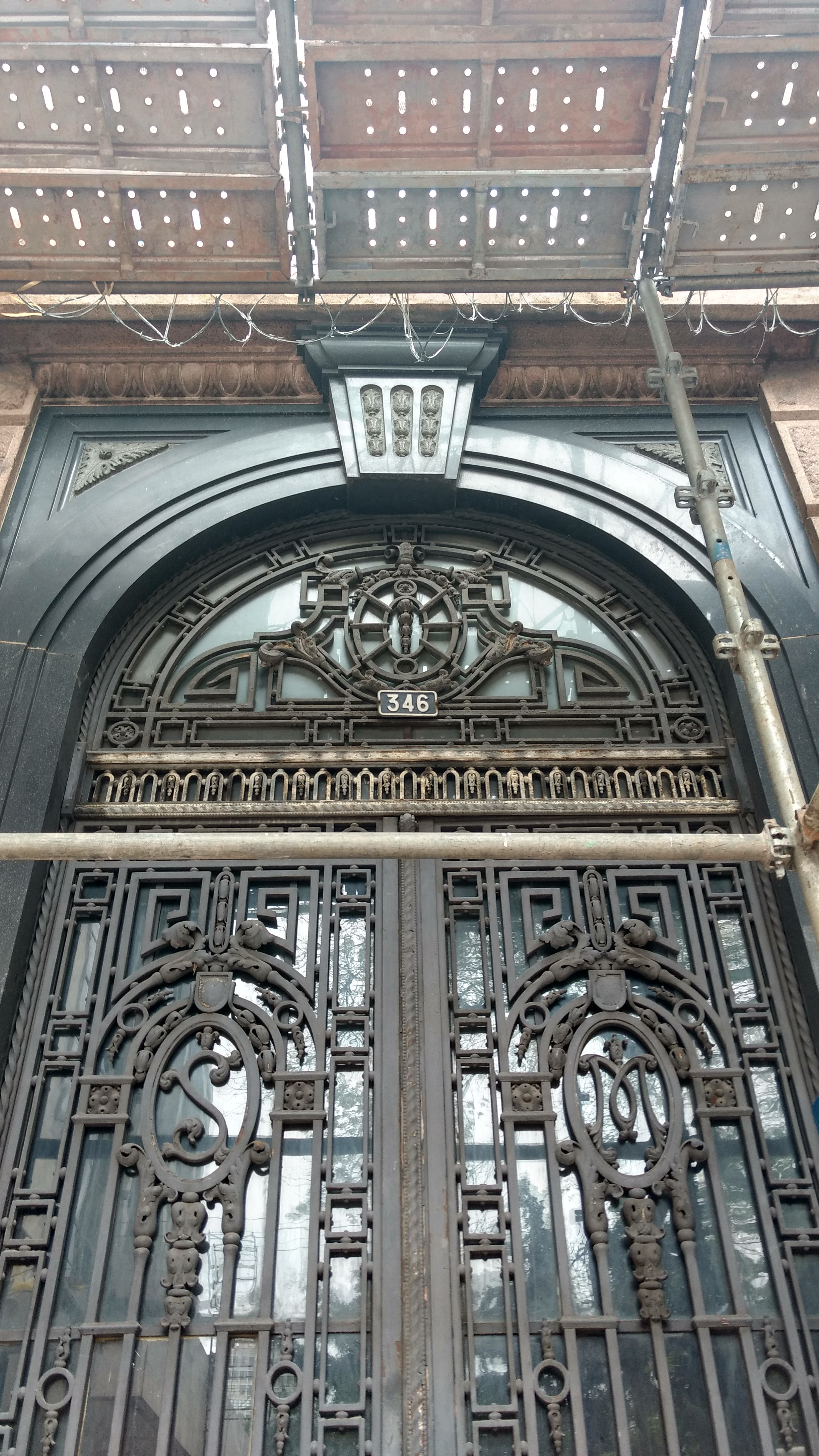
Entrada do Edifício Sampaio Moreira
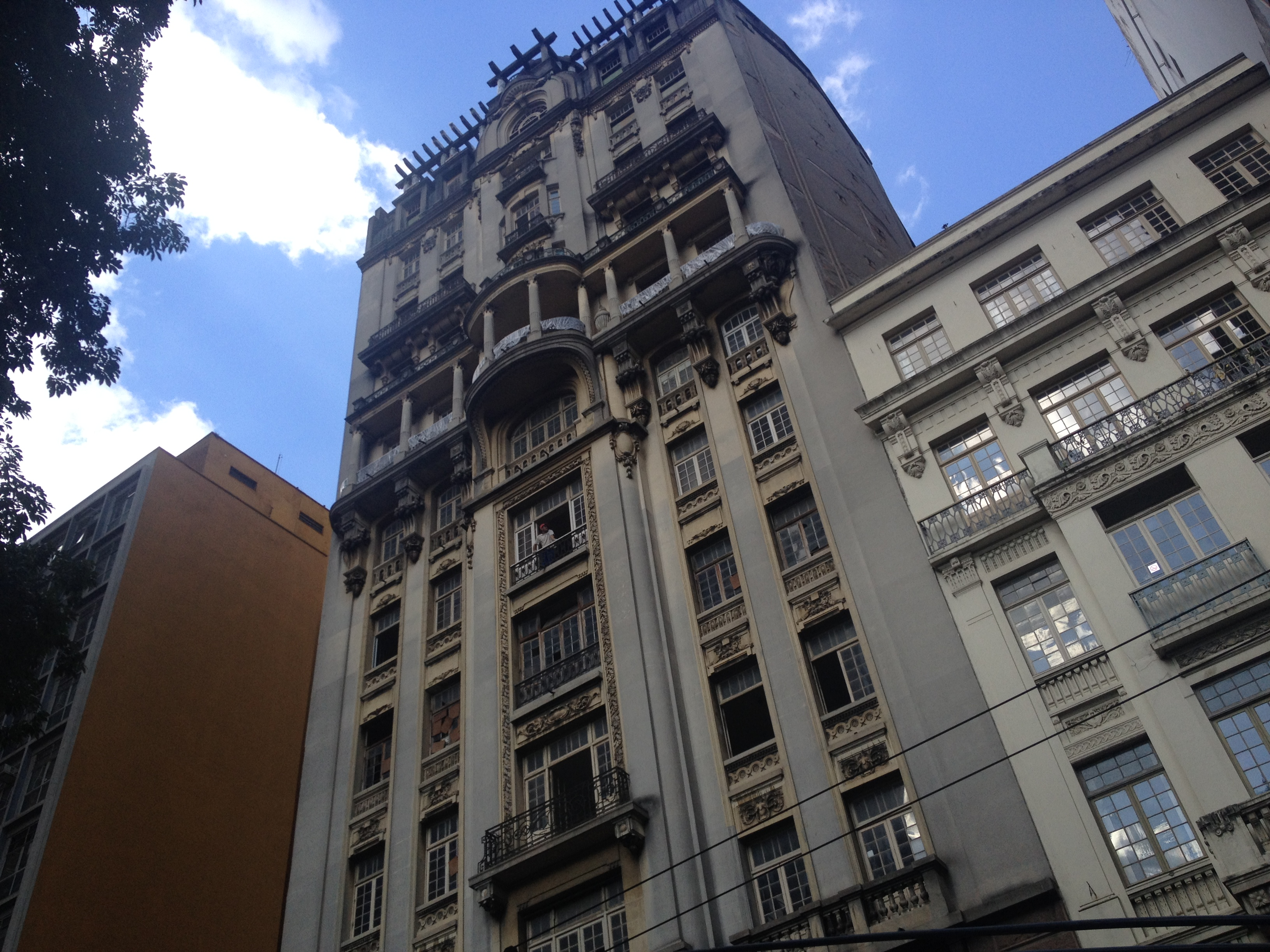
Edifício Sampaio Moreira
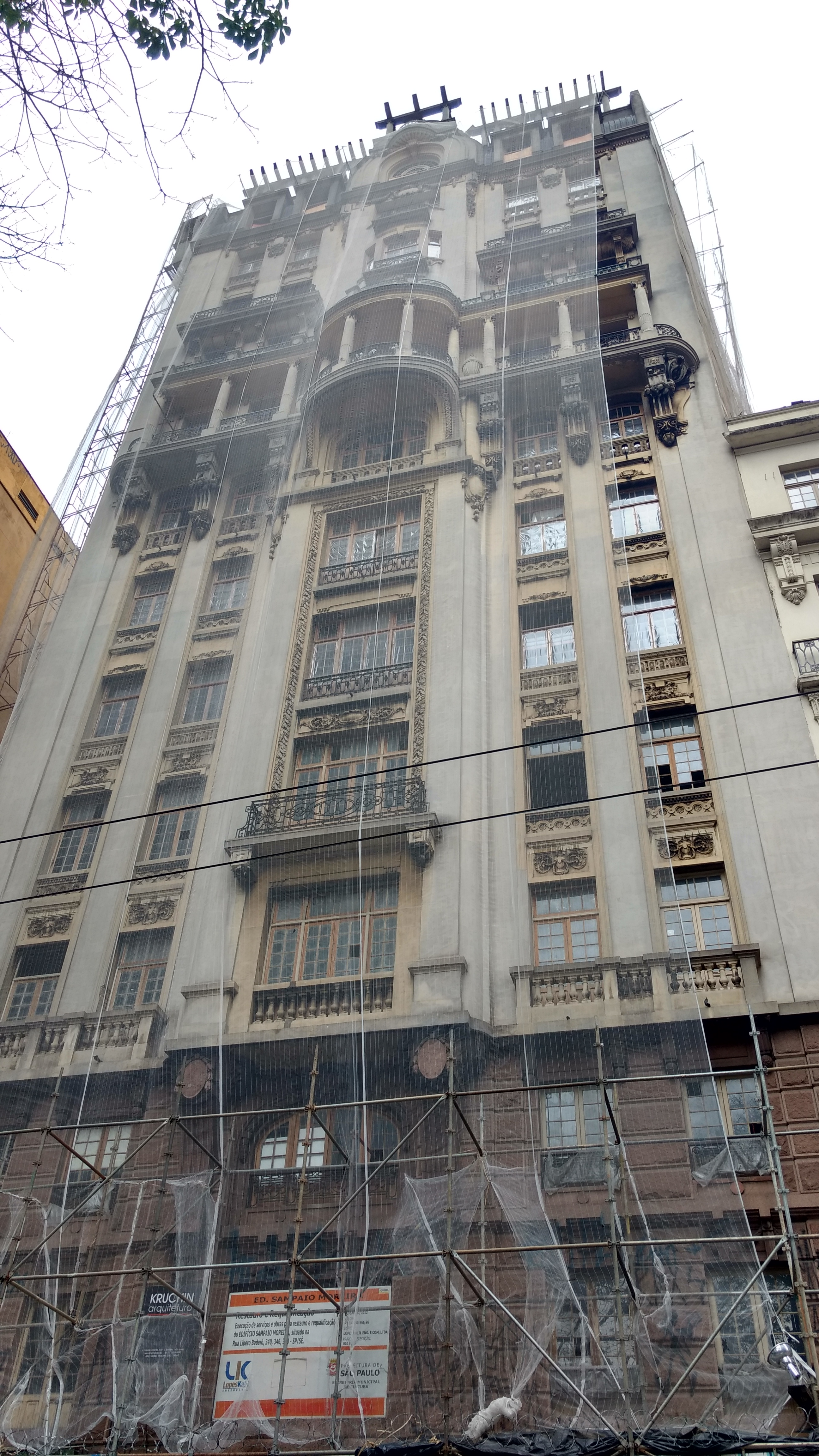
Edifício Sampaio Moreira em reforma
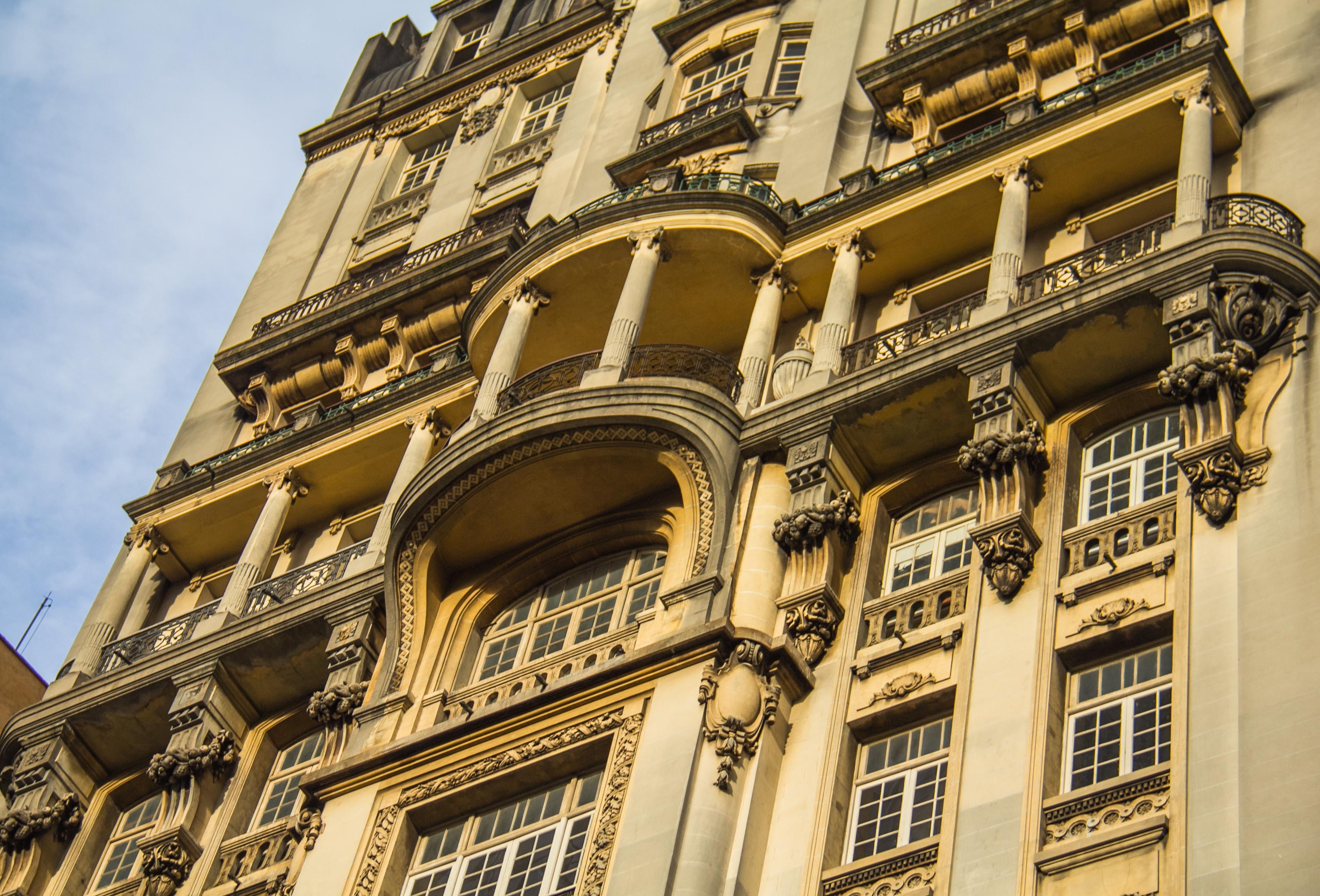
Detalhes da parte alta da fachada
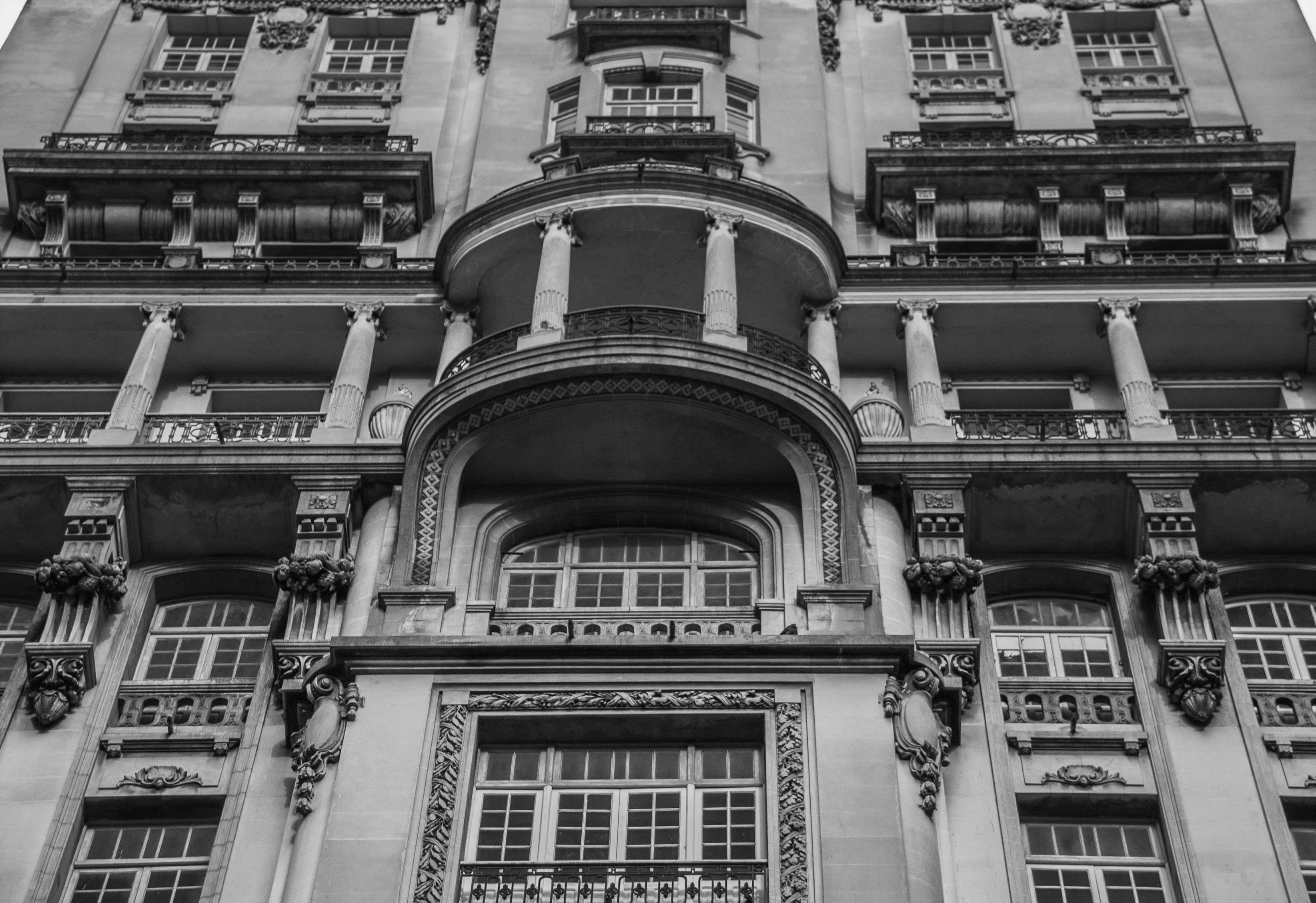
Detalhes em preto-e-branco
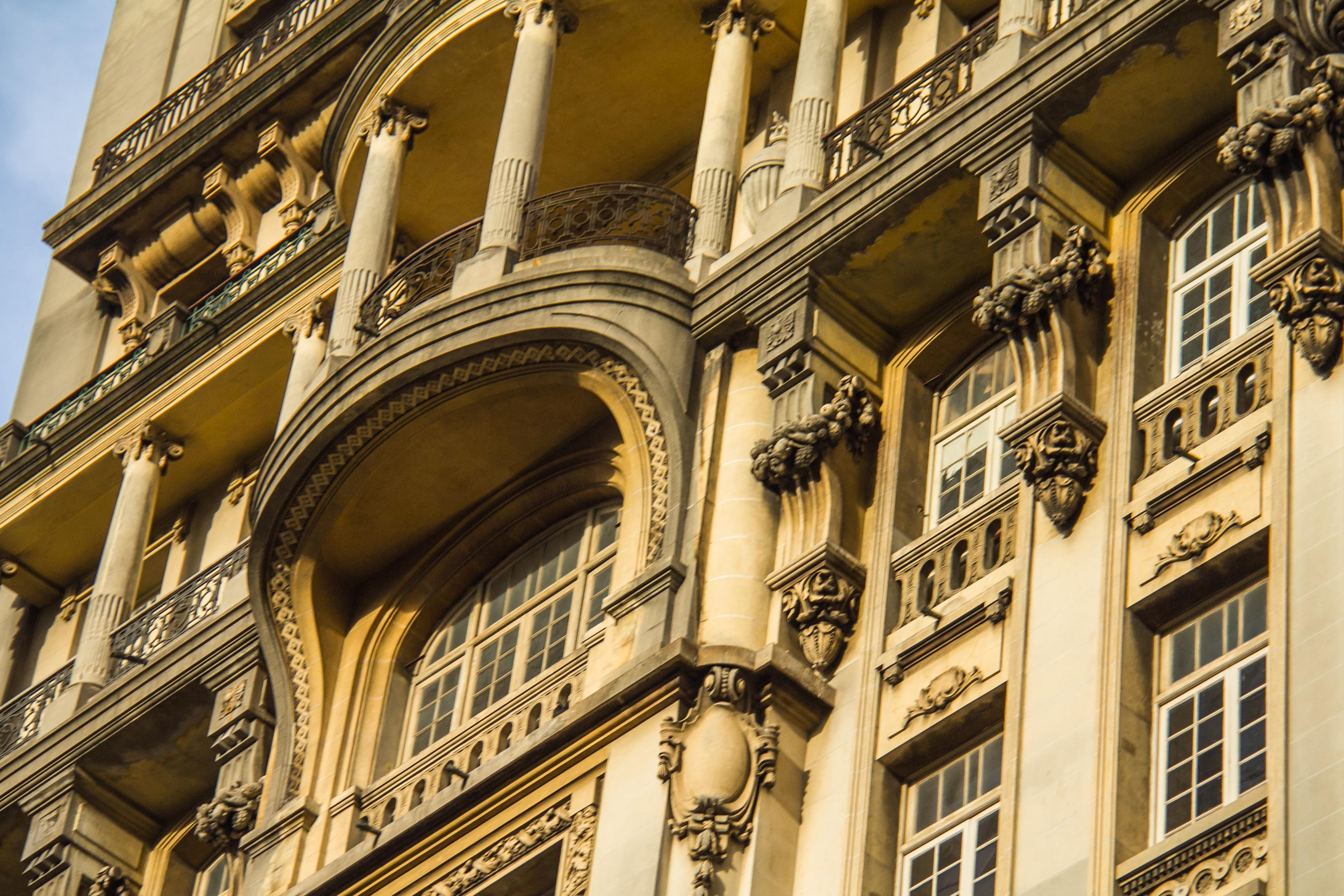
Fachada
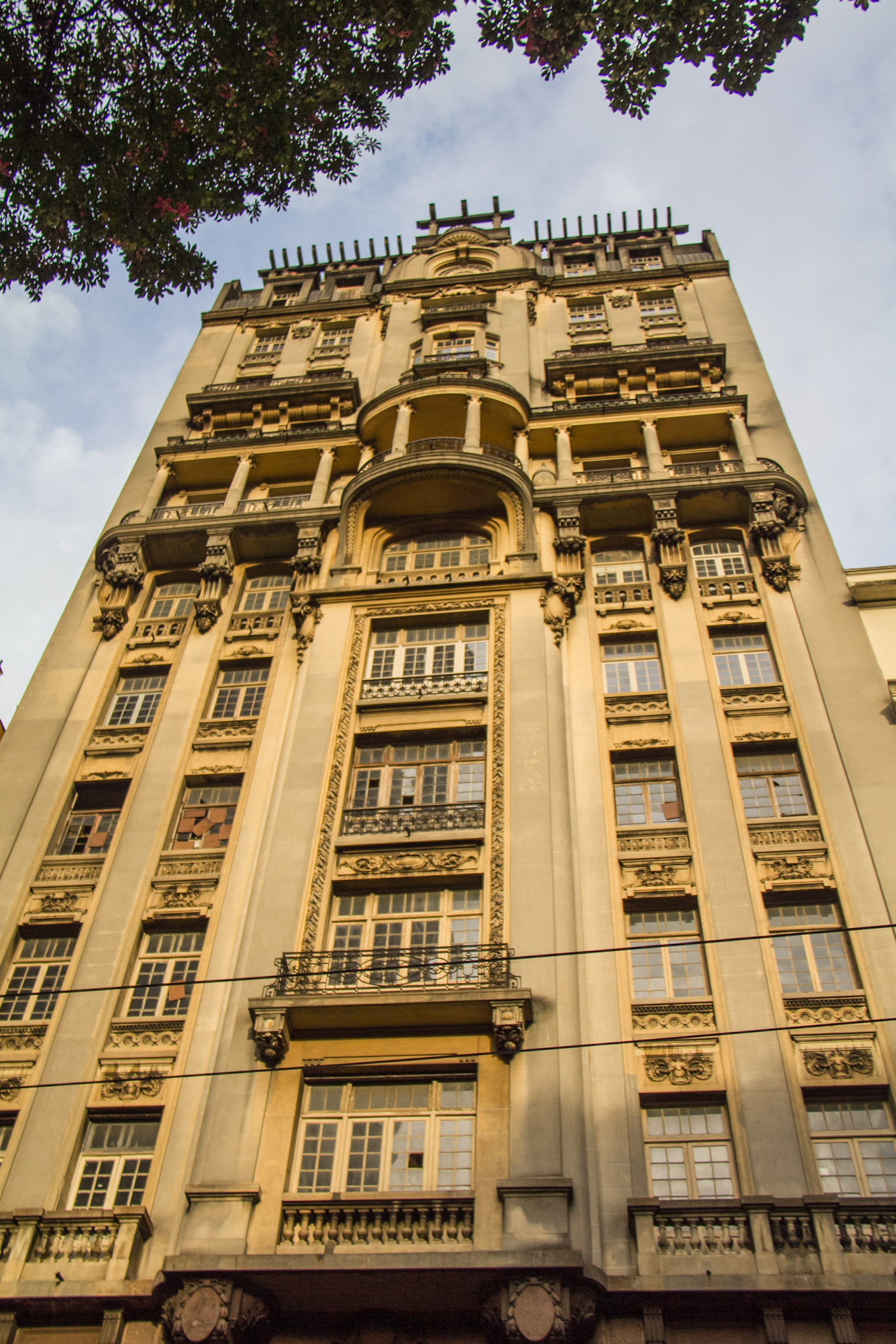
Fachada iluminada durante a tarde no outono
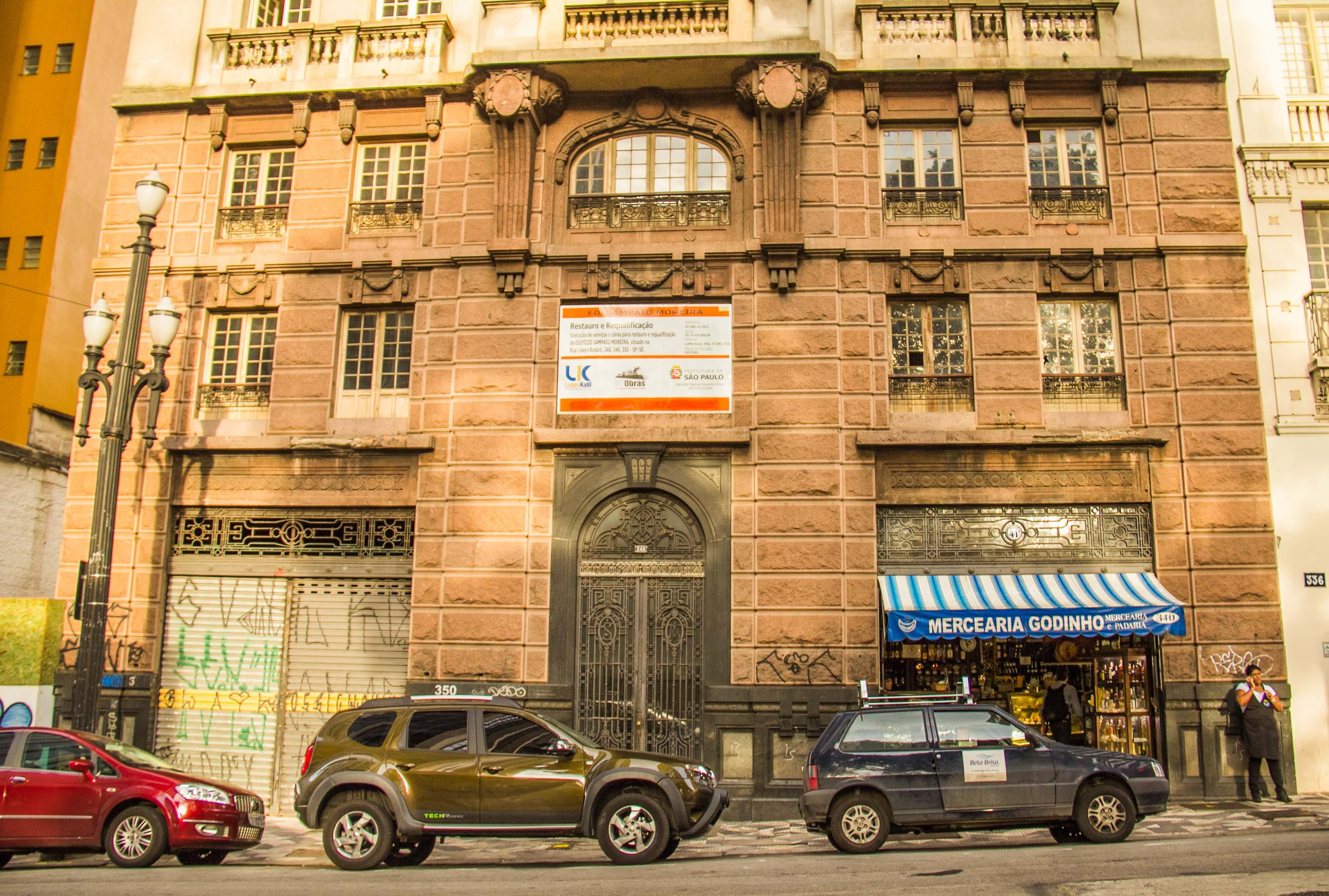
Primeiros pavimentos e entrada do edifício
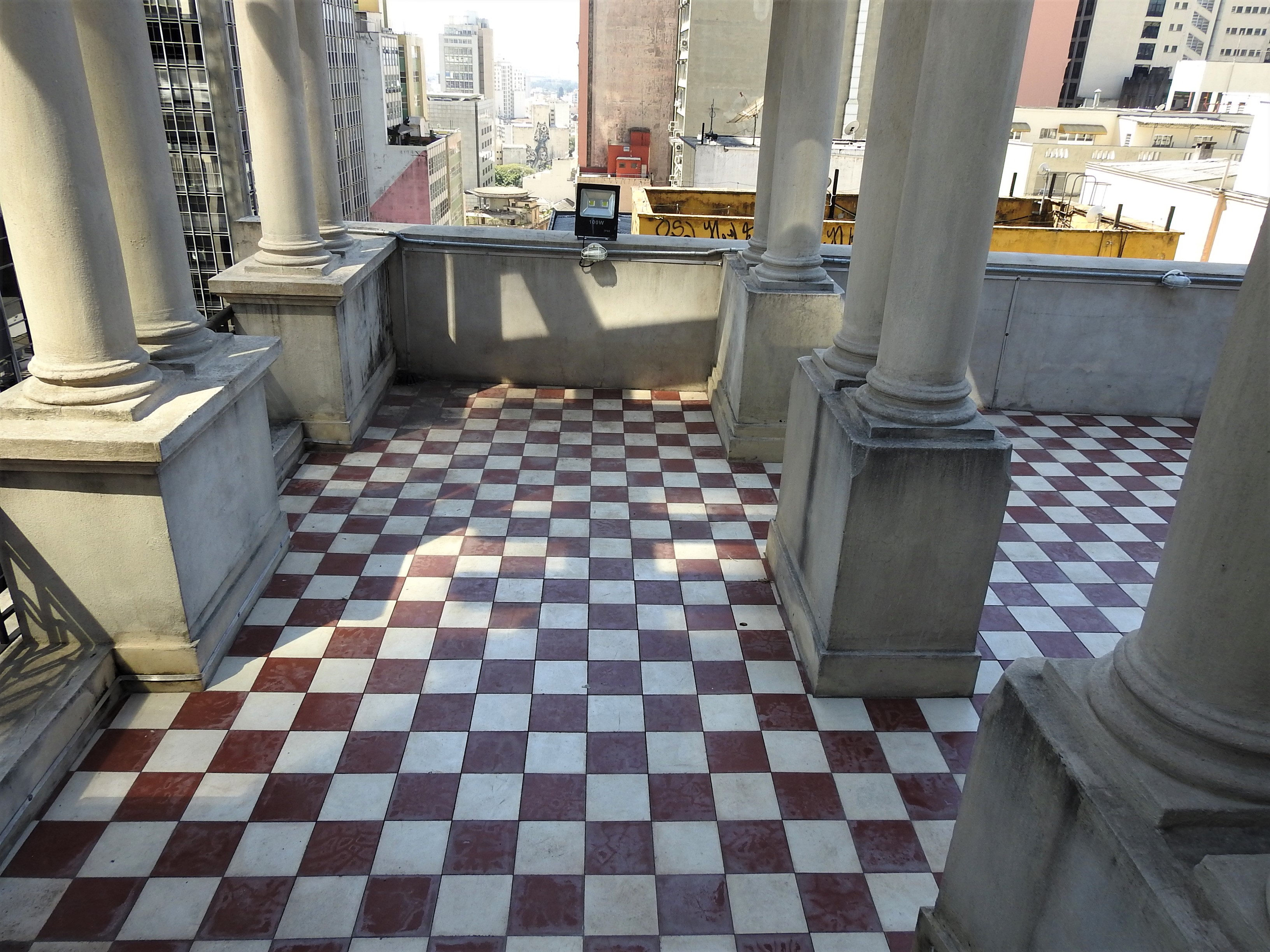
Terraço